# (4314) Dervan
(4314) Dervan es un asteroide perteneciente al cinturón de asteroides, descubierto el 25 de junio de 1979 por Eleanor F. Helin y el también astrónomo Schelte John Bus desde el Observatorio de Siding Spring, Nueva Gales del Sur, Australia.

## Designación y nombre
Designado provisionalmente como 1979 ML3. Fue nombrado Dervan en honor al profesor estadounidense de química Peter Dervan que contribuyó con descubrimientos de química biorgánica.

## Características orbitales
Dervan está situado a una distancia media del Sol de 2,593 ua, pudiendo alejarse hasta 2,837 ua y acercarse hasta 2,349 ua. Su excentricidad es 0,094 y la inclinación orbital 3,203 grados. Emplea 1525 días en completar una órbita alrededor del Sol.

## Designación y nombre
La magnitud absoluta de Dervan es 13,5. Tiene 5,804 km de diámetro y su albedo se estima en 0,251.